# Aloe cryptopoda
Aloe cryptopoda es una  especie de aloe que se encuentra en Tanzania y Botsuana.

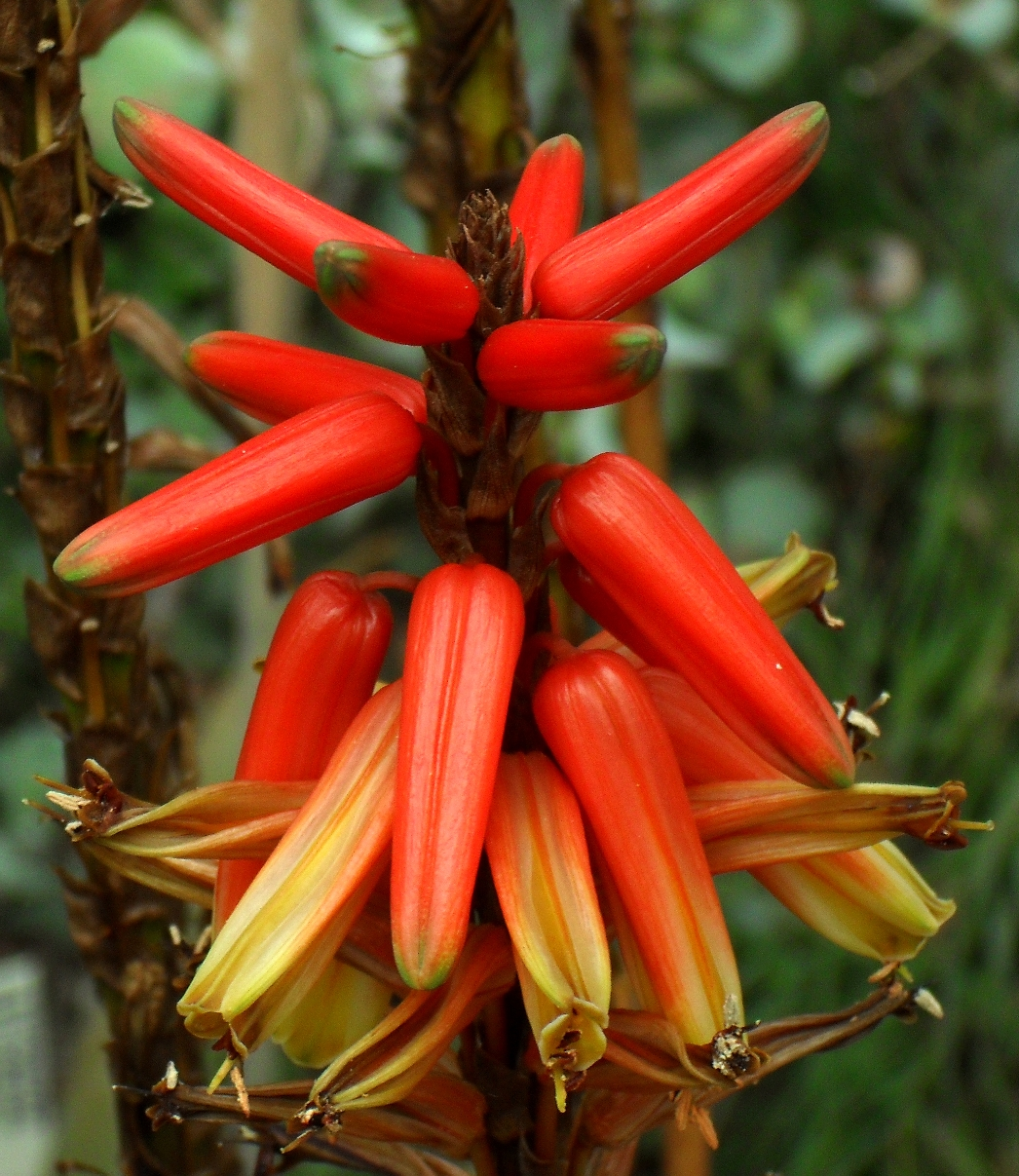
Detalle de la inflorescencia.

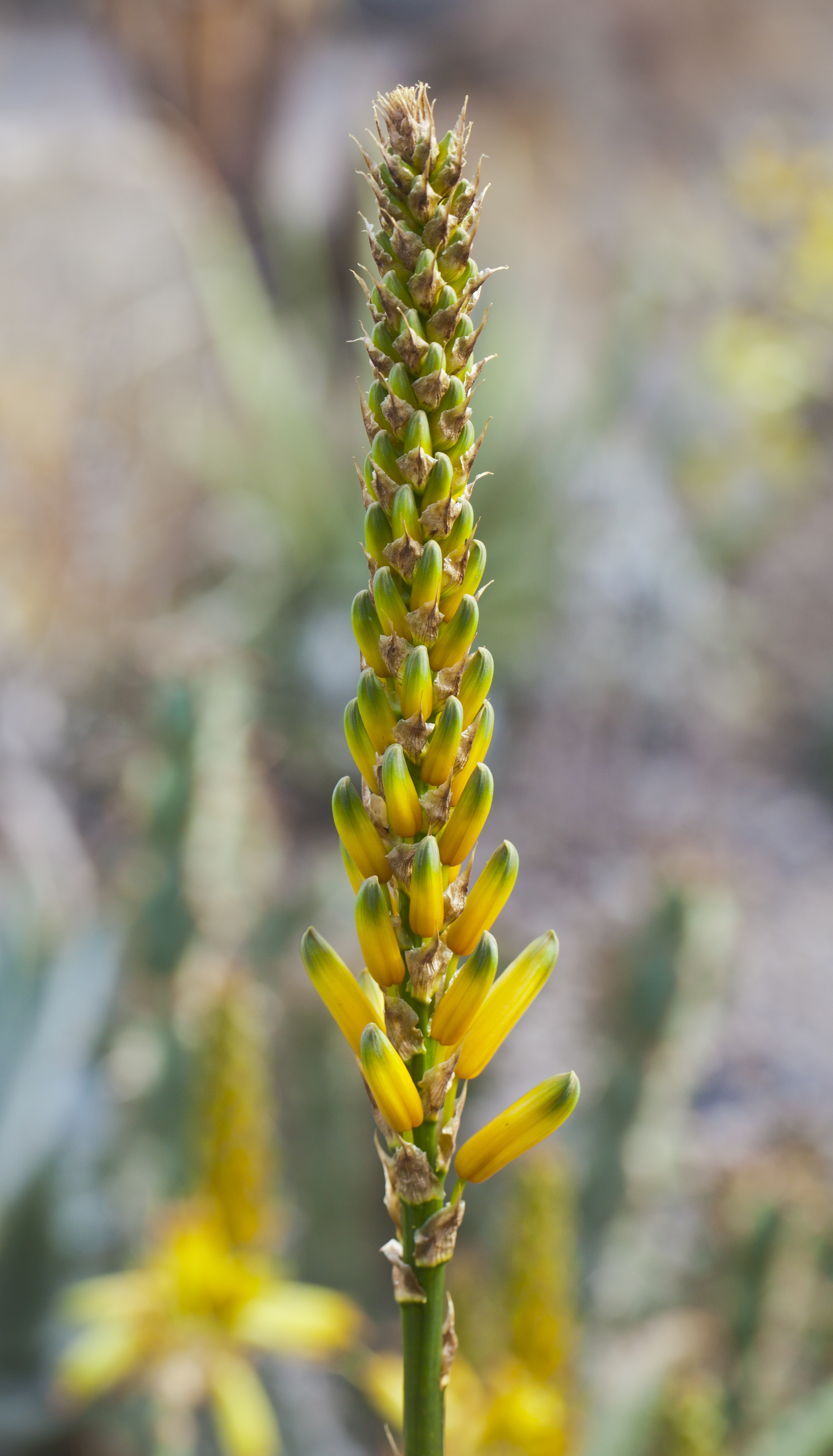
Ejemplar inmaduro.

## Descripción
Es una planta carnosa que forma rosetas de hojas gris-verdosas con los márgenes armados de dientes rojizos. Las inflorescencias son de 3-8 racimos que tienen 20-40 cm de longitud con flores de 3-4 cm de longitud rojas, amarillas o bicolores.

## Taxonomía
Aloe cryptopoda fue descrita por Baker y publicado en J. Bot. 22: 52, en el año (1884).
Etimología
Ver: Aloe
cryptopoda: epíteto que deriva de las palabras kryptos = "oculto" y podos = "pie" y se refiere a las brácteas secretas de los tallos de las flores.
Sinonimia
- Aloe wickensii Pole-Evans
- Aloe wickensii var. lutea Reynolds
- Aloe wickensii var. wickensii[6][2]